# Stara Huta (osada leśna w województwie kujawsko-pomorskim)
Stara Huta – osada leśna w Polsce położona w województwie kujawsko-pomorskim, w powiecie świeckim, w gminie Warlubie.
W latach 1975–1998 miejscowość położona była w województwie bydgoskim.